# پاملا هنسلی
 پاملا هنسلی (انگلیسی: Pamela Hensley؛ زادهٔ ۳ اکتبر ۱۹۵۰) یک هنرپیشه اهل ایالات متحده آمریکا است.
از فیلم‌ها یا برنامه‌های تلویزیونی که وی در آن نقش داشته است می‌توان به  رولربال اشاره کرد.